# Trophée Visentini
Le Trophée Visentini (en italien : Trofeo Visentini) est une course cycliste disputée le lundi de Pâques autour de Bagnolo, frazione de la commune de Nogarole Rocca (Vénétie). Créé en 1946, il rend hommage à l'ancien mécanicien et résistant local Gino Visentini, tué par l'armée allemande le jour de la Libération,.
L’épreuve est constitué d'un court circuit de quatre kilomètres emprunté à vingt-cinq reprises, pour une distance totale de cent kilomètres. Son parcours entièrement plat est favorable aux sprinteurs.

## Palmarès
| Année     | Vainqueur               | Deuxième          | Troisième             |        |
| --------- | ----------------------- | ----------------- | --------------------- | ------ |
| 1946      | Aurelio Fedrigo         |                   |                       |        |
| 1947      | Gino Milani             |                   |                       |        |
| 1948      | Gino Milani             |                   |                       |        |
| 1949      | Ignazio Trevisani       |                   |                       |        |
| 1950      | Vasco Ambroso           |                   |                       |        |
| 1951      | Ettore Brutti           |                   |                       |        |
| 1952      | Edoardo Faccioli        |                   |                       |        |
| 1953      | Luciano Aurenghi        |                   |                       |        |
| 1954      | Valentino Gasparella    |                   |                       |        |
| 1955      | Alfio Turrina           |                   |                       |        |
| 1956      | Giuseppe Barale         |                   |                       |        |
| 1957      | Gianmaria Tovo          |                   |                       |        |
| 1958      | Bruno Brasolin          |                   |                       |        |
| 1959      | Renato Giusti           |                   |                       |        |
| 1960      | Giovanni Tessarolo      |                   |                       |        |
| 1961      | Dino Zandegù            |                   |                       |        |
| 1962      | Adelchi Di Bernardo     |                   |                       |        |
| 1963      | Alfonso Melotti         |                   |                       |        |
| 1964      | Edoardo Gregori         |                   |                       |        |
| 1965      | Vincenzo Mantovani      |                   |                       |        |
| 1966      | Rinaldo Beltrami        |                   |                       |        |
| 1967      | Giovanni Becchelli      |                   |                       |        |
| 1968      | Luigi Simonetto         |                   |                       |        |
| 1969      | Remo Segafredo          |                   |                       |        |
| 1970      | Pietro Poloni           |                   |                       |        |
| 1971      | Giorgio Morbiato        |                   |                       |        |
| 1972      | Giancarlo Perina        |                   |                       |        |
| 1973      | Remigio Bellini         |                   |                       |        |
| 1974      | Remigio Bellini         |                   |                       |        |
| 1975      | Orlavo Toni             |                   |                       |        |
| 1976      | Mauro De Pellegrin (it) |                   |                       |        |
| 1977      | Ottavio Dazzan          |                   |                       |        |
| 1978      | Enzo Serpelloni         |                   |                       |        |
| 1979      | Silvano Riccò           |                   |                       |        |
| 1980      | Gabriele Faetti         |                   |                       |        |
| 1981      | Stefano Boni            |                   |                       |        |
| 1982      | Franco Cardinali        |                   |                       |        |
| 1983      | Domenico Cavallo        |                   |                       |        |
| 1984      | Carlo Bertaboni         |                   |                       |        |
| 1985      | Ettore Badolato         |                   |                       |        |
| 1986      | Antonio Zanini          |                   |                       |        |
| 1987      | Paolo Tabarelli         |                   |                       |        |
| 1988      | Diego Pezzato           |                   |                       |        |
| 1989      | Marco Scandiuzzi        |                   |                       |        |
| 1990      | Mirko Rossato           |                   |                       |        |
| 1991      | Andrea Brognara         |                   |                       |        |
| 1992      | Alessio Girelli         |                   |                       |        |
| 1993      | Gabriele Dalla Valle    |                   |                       |        |
| 1994      | Luca Colombo            |                   |                       |        |
| 1995      | Davide Casarotto        |                   |                       |        |
| 1996      | Angelo Boscolo          |                   |                       |        |
| 1997      | Leonardo Scamperle      |                   |                       |        |
| 1998      | Andrea Ballan           | Denis Bertolini   | Angelo Furlan         |        |
| 1999      | Mauro Furlan            |                   |                       |        |
| 2000      | Mauro Busato            |                   |                       |        |
| 2001      | Simone Cadamuro         |                   |                       |        |
| 2002      | Cristian Tosoni         |                   |                       |        |
| 2003      | Samuele Marzoli         |                   |                       |        |
| 2004      | Mattia Gavazzi          | Paride Grillo     | Luca Amoriello        |        |
| 2005      | Michele Merlo           |                   |                       |        |
| 2006      | Francesco Tomei         | Manuel Belletti   | Roberto Longo         |        |
| 2007      | Jacopo Guarnieri        | Francesco Kanda   | Andrea Pinos          |        |
| 2008      | Edoardo Costanzi        | Elia Viviani      | Marco Benfatto        |        |
| 2009      | Sonny Colbrelli         | Edoardo Costanzi  | Fabrizio Braggion     |        |
| 2010      | Andrea Guardini         | Andrea Palini     | Luca Dugani Flumian   |        |
| 2011      | Marco Benfatto          | Stefano Presello  | Luca Dugani Flumian   |        |
| 2012      | Paolo Simion            | Renzo Zanelli     | Stefano Presello      |        |
| 2013      | Nicolas Marini          | Paolo Simion      | Ryan MacAnally        |        |
| 2014      | Jakub Mareczko          | Xhuliano Kamberaj | Gianluca Milani       |        |
| 2015      | Marco Maronese          | Marco Gaggia      | Gianmarco Begnoni     |        |
| 2016      | Leonardo Fedrigo        | Imerio Cima       | Giovanni Lonardi      |        |
| 2017      | Xhuliano Kamberaj       | Michael Bresciani | Giovanni Lonardi      |        |
| 2018      | Gianmarco Begnoni       | Giovanni Lonardi  | Alberto Dainese       |        |
| 2019      | Davide Plebani          | Matteo Baseggio   | Lorenzo Visintainer   |        |
| 2020-2021 | annulé                  | annulé            | annulé                | annulé |
| 2022      | Alberto Bruttomesso     | Davide Cattelan   | Francesco Della Lunga |        |
| 2023      | Simone Buda             | Mirko Bozzola     | Giovanni Zordan       |        |
| 2024      | Federico Guzzo          | Tommaso Rigatti   | Cristian Rocchetta    |        |
| 2025      | Niccolò Galli           | Elia Tovazzi      | Christian Fantini     |        |